# Pseudancistrus sidereus
Pseudancistrus sidereus är en fiskart som beskrevs av Jonathan W. Armbruster 2004. Pseudancistrus sidereus ingår i släktet Pseudancistrus och familjen Loricariidae. Inga underarter finns listade i Catalogue of Life.